# Штангль, Йозеф
Йозеф Штангль (нем. Josef Stangl [ˈʃtaŋl̩]; 12 августа 1907, Кронах, Германская Империя — 8 апреля 1979, Швайнфурт, ФРГ) — римско-католический епископ Вюрцбурга.

## Биография
Штангль родился 12 августа 1907 года в семье юриста Космы Штангля и его жены Маргариты (урожденной Шойберт), у него было пять братьев и сестёр. Во время Первой мировой войны, в которой его отец участвовал в качестве офицера в звании майора, посещал деревенскую школу в Хайденхайме, а с 1916 года учился в средней школе в Бамберге. Из-за плохого транспортного сообщения Штангль жил в доме при церкви в католической школе-интернате Aufseesianum в Бамберге.
С 1921 года он посещал гимназию Königlich Neue Gymnasium в Вюрцбурге, где окончил среднюю школу в 1925 году. Он жил в церковном общежитии, основанном в 1908 году как студенческая семинария, и названном в честь Фердинанда фон Шлёра.
В школьные годы в Вюрцбурге Штангль был членом католической молодёжной организации Bund New Germany. Получив аттестат зрелости в апреле 1925 года, Штангль решил стать священником. После семестра в Мюнхенском университете, начал изучать философию и теологию в Вюрцбурге и в 1926 году поступил в духовную семинарию.

### До посвящения в епископы
Штангль стал священником 16 марта 1930 года в Вюрцбурге. С 1 сентября 1934 года он был учителем религии в Institut der Englischen Fräulein в Вюрцбурге, пока школа не была закрыта национал-социалистами в 1938 году. С 1938 по 1943 год он был молодым священником в Вюрцбурге.
Другие профессиональные должности Штангля: священник в Карлштадте (1943—1947), учитель и руководитель семинаров в педагогическом институте в Вюрцбурге (1947—1952). 1 октября 1956 года он был назначен руководителем духовной семинарии.
27 июня 1957 года папа Пий XII назначил его епископом Вюрцбургским.

### Посвящение в епископы
На конференции немецких епископов основной функцией Штангля была функция советника по делам молодежи с 1961 по 1970 год. С 1960 года он так же был членом папского секретариата по содействию христианскому единству («Секретариат единства») и национальным президентом папской организации Catholica Unio, которая поддерживала диалог с восточными церквями. Самым важным вкладом Штангля была сенсационная речь на совете, касательно еврейской декларации. Он также выступал на церемонии открытия новой синагоги, которая была построена евреями и христианами вместе в Вюрцбурге с 1967 по 1970 год, где он ещё раз подчеркнул, что любые формы дискриминации и антисемитизма запрещены.
8 ноября 1963 года Штангль открыл 14-дневную миссию в Вюрцбурге, в которой приняли участие 17 приходов Вюрцбурга и их проповедники.
28 мая 1977 года Йозеф посвятил папу Йозефа Ратцингера, впоследствии папу Бенедикта XVI.

### «Экзорцизм в Клингенберге»
В сентябре 1975 года Йозеф, совместно с иезуитом Адольфом Родевиком, одобрил священникам (Адольфа Ренца) проведение обрядов экзорцизма над Аннелизе Михель, у которой была диагностирована височная эпилепсия, и велел держать обряды в тайне. Обряды продолжались в течение 10 месяцев. В июле 1976 года Аннелиза умерла от истощения и обезвоживания, вызванных её длительным голоданием.

### Премия епископа Штангля
Премия епископа Штангля присуждается ежегодно с 2011 года и каждые два года с 2013 года фондом «Молодежь-это будущее» BDKJ (Bund der Deutschen Katholischen Jugend) в Вюрцбурге.
8 января 1979 года Штангль отказался от должности епископа Вюрцбургского и умер в Швайнфурте в апреле 1979 года.